# 国鉄キハ57系気動車
- 国鉄キハ58系気動車 > 国鉄キハ57系気動車

キハ57系気動車（キハ57けいきどうしゃ）は、日本国有鉄道（国鉄）が1961年（昭和36年）から翌1962年（昭和37年）にかけて製造した急行形気動車（ディーゼル動車）である。なお「キハ57系」という表現は、同一の設計思想により製造された気動車を便宜的に総称したもので、正式なものではない。具体的にはキロ27形・キハ57形の2形式を指す。

## 概要
信越本線横川 - 軽井沢間（碓氷峠）のアプト式区間を通過する急行列車用として製造された車両で、台車に空気ばねとディスクブレーキを採用する「キハ58形グループの特殊仕様」という位置づけの車両であり、台車以外はキハ58形グループに準ずる。
アプト式区間では自力走行や協調運転は行わず、同区間専用のED42に牽引された。

### 開発の経緯
1950年代末期、日本各地で準急列車・急行列車の気動車化が進展すると、長野県内の信越本線沿線でも気動車導入のニーズが生じた。
碓氷峠を越える信越本線横川 - 軽井沢間（通称：横軽）は、66.7 ‰という当時の国鉄で一番の急勾配区間のため、官設鉄道での開業以来、アプト式軌道が採用されていた。
アプト式ゆえ、走行用レールの間にはラックレールが敷設されており、これに噛み合う歯車を持つ専用の機関車で運用されてきた。ところが、当時の気動車用標準台車であったDT22形・TR51形は、車体側にブレーキシリンダーを持つ車輪踏面両抱き式のブレーキワークを備えていたため、そのままではブレーキてこの一部がラックレールに接触し、この区間を通過することができなかった。
これに対し、輪心部にディスクブレーキを備える台車であれば、ラックレールをまたぐブレーキてこがないため、干渉も発生せず、アプト式区間の走行の障害とならない。また、枕ばねを高さ調整弁付きの空気ばねとすることで、積車・空車にかかわらず最低地上高の変位を抑えることもできる。そこで、信越本線用の急行用気動車としてキハ58形グループを基本としつつ、ディスクブレーキ付の新型空気ばね台車を装備した本系列が開発された。

### 構造

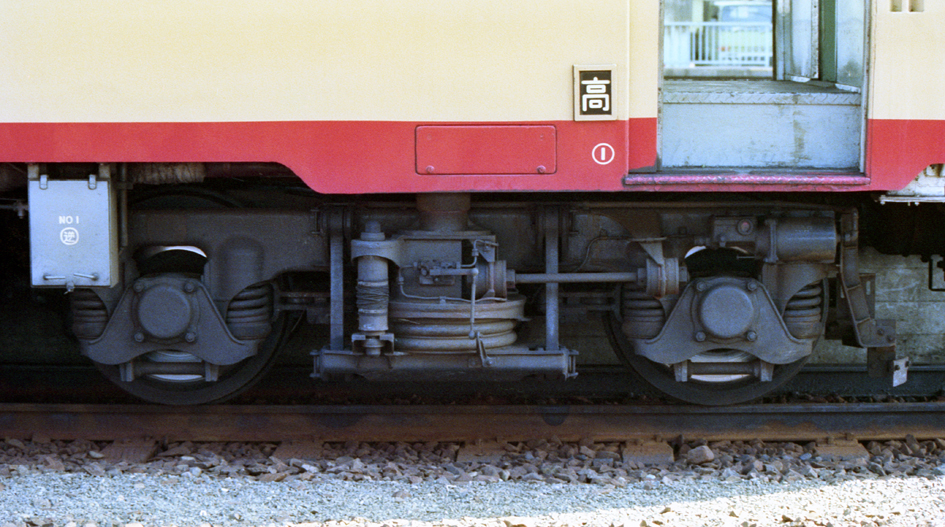
DT31形台車

車体構造・エンジン・室内の接客設備など、台車関係以外の部品や構造はキハ58形グループと同一である。
台車は、同区間を通過する特急である「白鳥」をはじめ、全国特急網整備用として1961年10月1日のダイヤ改正で登場したキハ80系2次車で採用された空気ばね式のDT31形（動力台車）・TR68形（付随台車）である。
- 本台車はキハ80系1次車用に開発されたDT27形・TR67形の基礎ブレーキ装置を踏面片押し式からベンチレーテッドディスクブレーキへと変更したもので、乗り心地とブレーキ性能に優れる。
- ただし、逆転器が装備される動力軸側は内側にスペースの余裕がなく、整備点検が困難なことから整備担当者には不評であった。

### 形式
キハ57 1 - 36
片運転台DMH17H形エンジン（180 PS/1,500 rpm）2基装備の二等車（現在：普通車）。
キロ27 1 - 7
運転台なしでDMH17H形エンジン1基装備の一等車（現在：グリーン車）。
前者はキハ58グループのキハ58形に、後者はキロ28形にそれぞれ相当する。本系列が走行する長野県内は勾配が多く、キハ28形に相当する1基エンジンの二等車は存在しない。一方で、中央本線に投入されたキロ58形のような2基エンジンの一等車も存在しない。車両番号・メーカー一覧を以下に示す。
| 製造 年度 | 形式    | 日本車輌製造 | 富士重工業 | 帝國車輛工業 | 新製配置   |
| --------- | ------- | ------------ | ---------- | ------------ | ---------- |
| 1961      | キハ 57 | 1 - 6 14 -27 | 7 - 13     |              | 長野機関区 |
| 1961      | キロ 27 | 1 - 4        |            |              | 長野機関区 |
| 1962      | キハ 57 | 28 - 36      |            |              | 長野機関区 |
| 1962      | キロ 27 |              |            | 5 - 7        | 長野機関区 |

## 運用
新製車は長野機関区（→長野運転所→現在：長野総合車両センター）に配置され、1961年7月から上野 - 長野間の急行「志賀」「丸池」に投入され運転を開始した。基本形であるキハ58形グループよりも早期に製造された理由は、9月が善光寺御開帳にあたり、沿線自治体から輸送力増強の要請があったためである。
キロ27形の等級帯は最初期に落成した1次車の1 - 4では青1号としたが、直後の1961年7月に等級帯を淡緑6号に変更したため、2次車の5 - 7では新帯色で落成。青1号等級帯車も短期間で淡緑6号に塗り替えられた。
10月からは「とがくし」にも充当され、同時に車両運用効率向上の観点から広域運用を実施することとなり、碓氷峠と全く関係のない大阪 - 長野間の「ちくま」でも運用を開始し、「志賀」「丸池」「とがくし」「ちくま」の4列車による共通運用で充当された。1962年3月からは「志賀」「丸池」の長野電鉄長野線湯田中駅への乗り入れ運用も開始された。
しかし製造からわずか2年後の1963年（昭和38年）、横軽区間のアプト式廃止による粘着式鉄道への切替ならびに軽井沢 - 長野間電化完成により、急行列車の運転体系を変更して「丸池」を「志賀」に、「とがくし」を新設の「信州」に統合し、引き続き気動車列車として存置する「ちくま」と運用を分離した上で165系に置き換えられた。このため本系列は本来の存在意義をほぼ失ったものの、引き続き碓氷峠を通過する列車として「妙高」に充当されることになったため、補助機関車のEF63協調運転に対応した横軽対策を施工。1966年9月まで運用され、その後は飯山線急行「野沢」や循環急行「すわ」「のべやま」・中央西線急行「きそ」などに転用された。
キロ27形は1965年（昭和40年）にAU13形分散式冷房装置と自車専用の4DQ-11P形発電セットを搭載する冷房化改造を施工。引き続き長野配置のまま、キロ28形およびキロ58形と共に「ちくま」や大阪 - 新潟間の「越後」などで運用された。
キハ57形も全車が1970年代に冷房化改造工事を施工され、キロ27形同様に引き続き長野配置のまま運用に充当されたが、1974年（昭和49年）から1978年にかけて全車が中込機関区（現在：小海線営業所）、美濃太田機関区（現在：美濃太田車両区）、名古屋機関区（現在：名古屋車両区）、高松運転所の4か所に転出した。転属先ではキハ58系と混用され、小海線・高山本線・関西本線・紀勢本線・四国島内の急行・普通列車で運用された。特に急行運用においては空気ばねを装備することを活かし、指定席車に重点投入された。

### 廃車
キロ27形は、1978年（昭和53年）から1980年（昭和55年）にかけて7両すべてが廃車となり廃形式となった。
キハ57 11は1984年10月6日、急行「土佐」3号で運用中、土讃本線（現在：土讃線）琴平 - 塩入間の踏切で脱輪し立ち往生していた木材運搬のトレーラーと衝突し、1985年2月7日付で事故廃車とされた。
その他の車両は、1984年から1987年（昭和62年）の国鉄分割民営化までに多くが老朽廃車となった。分割民営化時にはキハ57 19・22の2両のみが四国旅客鉄道（JR四国）に継承され、JR四国色への塗装変更も施工されて松山運転所に転属したが、1991年（平成3年）10月9日に運用を終了し廃車され、キハ57形も廃形式となり形式消滅した。
廃車後は全車両が解体されており現存しないが、群馬県安中市の上信越自動車道横川サービスエリアにはキハ58 624の前頭部にモックアップの客室を接合した休憩スペースがあり、近隣を通る信越本線の列車を再現したという趣旨から、モックアップ部の側面に「キハ57 26」と記載されている。
キハ57形・キロ27形最終配置車両基地別廃車一覧
| 廃車 年次 | 形式   | 長野 運転所                    | 中込 機関区 | 名古屋 機関区    | 美濃太田 機関区      | 高松 運転所 | 松山 運転所 |
| --------- | ------ | ------------------------------ | ----------- | ---------------- | -------------------- | ----------- | ----------- |
| 1978      | キロ27 | 1・2 3・4                      |             |                  |                      |             |             |
| 1980      | キロ27 | 5 6・7                         |             |                  |                      |             |             |
| 1984      | キハ57 |                                | 25 30・33   | 4                | 12                   |             |             |
| 1985      | キハ57 | 1・2・8・18・23 28・29・31・35 | 6・7        | 3・21・24 32・34 | 11                   |             |             |
| 1986      | キハ57 | 26・36                         | 10・14 27   | 5                |                      |             |             |
| 1987      | キハ57 |                                |             |                  | 9・13・15 16・17・20 |             |             |
| 1991      | キハ57 |                                | 19 22       |                  |                      |             |             |

## 履歴
| 車番     | 落成年月日     | 製造会社     | 落成配置 | 最終配置 | 廃車年月日     |
| -------- | -------------- | ------------ | -------- | -------- | -------------- |
| キロ27 1 | 1961年4月15日  | 日本車輌製造 | 長野     | 長野     | 1978年10月11日 |
| キロ27 2 | 1961年4月15日  | 日本車輌製造 | 長野     | 長野     | 1978年10月28日 |
| キロ27 3 | 1961年4月15日  | 日本車輌製造 | 長野     | 長野     | 1978年7月1日   |
| キロ27 4 | 1961年9月21日  | 日本車輌製造 | 長野     | 長野     | 1978年10月11日 |
| キロ27 5 | 1962年12月15日 | 帝国車両工業 | 長野     | 長野     | 1980年1月8日   |
| キロ27 6 | 1962年12月15日 | 帝国車両工業 | 長野     | 長野     | 1980年1月8日   |
| キロ27 7 | 1962年12月15日 | 帝国車両工業 | 長野     | 長野     | 1980年1月8日   |